# 霍爾頓 (堪薩斯州)
霍爾頓（英語：Holton）是一個位於美國堪薩斯州傑克遜縣的城市。同時該地也是傑克遜縣的縣治。

## 地方資料
霍爾頓的座標為39°27′55″N 95°44′11″W / 39.46528°N 95.73639°W，而該地的海拔高度為334米（即1096英尺）。根據2010年美國人口普查，該地共人口3401人，而該地的面積約為7.15平方千米。